# Ascorhynchus pubescens
Ascorhynchus pubescens is een zeespin uit de familie Ascorhynchidae. De soort behoort tot het geslacht Ascorhynchus. Ascorhynchus pubescens werd in 1890 voor het eerst wetenschappelijk beschreven door Ortmann. 